# Io sono Sofia
Io sono Sofia  è un docu-film italiano del 2019 diretto e sceneggiato da Silvia Luzi  e prodotto dalla GA&A Productions L'opera tratta la storia vera del percorso personale di una donna transessuale.

## Trama
Sofia ha 28 anni ed è una transessuale MTF (da uomo a donna). Dopo aver nascosto il suo corpo e la sua natura per molti anni approda alla scelta coraggiosa di rendere pubblico il suo percorso personale e di condividere i suoi interrogativi con i propri familiari e amici.

## Festival e Premi
- Premiato come Miglior Documentario Lungometraggio all'International LGBTQ Film Festival Omovies 2019 di Napoli. [5]
- Biografilm Festival - International Celebration of Lives 2019 di Bologna [6]
- Cinema Diverse: The Palm Springs LGBTQ Film Festival 2019 [7]
- PriFest - Prishtina International Film Festival 2019 [8]
- International Human Rights Film Festival Albania 2019
- Gender Border Film Festival 2019 di MIlano [9]

## Messa in onda
Il film è andato in onda per la prima volta il 1º giugno 2019, alle 22:40, su Rai 3 ottenendo 472.000 spettatori pari al 3% di share.